# غاوريو (كيكلاديس)
غاوريو (Γαύριο) هي مدينة في كيكلاديس في اليونان.
يبلغ عدد سكانها حوالي 1075 نسمة.